# وزارة الثقافة (فلسطين)
وزارة الثقافة الفلسطينية هي وزارةٌ فلسطينية تأسست عام 1994م بعد تأسيس السلطة الوطنية الفلسطينية، وهي الوزارة المسؤولة عن متابعة الأنشطة والأبنية الثقافية والمثقفين في دولة فلسطين.
تأسست الوزارة بعد قيام السلطة الوطنية الفلسطينية عام 1994 تحت اسم وزارة الثقافة والإعلام، ويقع مقرها المركزي في مدينة البيرة، وتنتشر مديرياتها في المحافظات كافة. يُعد ياسر عبد ربه أول وزير لها.

## قائمة الوزراء
تعاقب على وزارة الثقافة عدة وزراء وهم:
| الترتيب | الاسم                             | صورة                          | الحكومة                       | تاريخ البدء    | تاريخ الانتهاء |
| ------- | --------------------------------- | ----------------------------- | ----------------------------- | -------------- | -------------- |
| 1       | ياسر عبد المجيد أديب عبد ربه      |                               | حكومة ياسر عرفات الأولى       | 5 مارس 1994    | 8 مايو 1996    |
| 1       | ياسر عبد المجيد أديب عبد ربه      | حكومة ياسر عرفات الثانية      | 16 مايو 1996                  | 9 أغسطس 1998   |                |
| 1       | ياسر عبد المجيد أديب عبد ربه      | حكومة ياسر عرفات الثالثة      | 9 أغسطس 1998                  | 13 يونيو 2002  |                |
| 1       | ياسر عبد المجيد أديب عبد ربه      | حكومة ياسر عرفات الرابعة      | 13 يونيو 2002                 | 29 أكتوبر 2002 |                |
| 1       | ياسر عبد المجيد أديب عبد ربه      | حكومة ياسر عرفات الخامسة      | 29 أكتوبر 2002                | 30 مارس 2003   |                |
| 2       | زياد محمود حسين أبو عمرو          |                               | حكومة محمود عباس              | 30 مارس 2003   | 7 أكتوبر 2003  |
| 3       | نبيل علي شعث                      |                               | حكومة أحمد قريع الأولى        | 7 أكتوبر 2003  | 12 نوفمبر 2003 |
| 4       | يحيى حسن عبد الله يخلف            |                               | حكومة أحمد قريع الثانية       | 12 نوفمبر 2003 | 24 فبراير 2005 |
| 4       | يحيى حسن عبد الله يخلف            | حكومة أحمد قريع الثالثة       | 24 فبراير 2005                | 27 مارس 2006   |                |
| 5       | عطا الله عبد العال محمد أبو السبح |                               | حكومة إسماعيل هنية الأولى     | 27 مارس 2006   | 17 مارس 2007   |
| 6       | بسام أحمد عمر الصالحي             |                               | حكومة إسماعيل هنية الثانية    | 17 مارس 2007   | 14 يونيو 2007  |
| 7       | إبراهيم خليل العبد أبراش          |                               | حكومة سلام فياض الأولى        | 2007           | 2008           |
| 8       | تهاني سليمان محمد أبو دقة         |                               | حكومة سلام فياض الأولى        | 2008           | 2009           |
| 9       | سهام محمد عبد السلام البرغوثي     |                               | حكومة سلام فياض الثانية       | 19 مايو 2009   | 16 مايو 2012   |
| 9       | سهام محمد عبد السلام البرغوثي     | حكومة سلام فياض الثالثة       | 16 مايو 2012                  | 6 يونيو 2013   |                |
| 10      | أنور جمال عبد المحسن أبو عيشة     |                               | حكومة رامي الحمد الله الأولى  | 6 يونيو 2013   | 19 سبتمبر 2013 |
| 10      | أنور جمال عبد المحسن أبو عيشة     | حكومة رامي الحمد الله الثانية | 19 سبتمبر 2013                | 2 يونيو 2014   |                |
| 11      | زياد محمود حسين أبو عمرو          |                               | حكومة رامي الحمد الله الثالثة | 2 يونيو 2014   | 14 ديسمبر 2015 |
| 12      | إيهاب ياسر عارف بسيسو             |                               | حكومة رامي الحمد الله الثالثة | 14 ديسمبر 2015 | 13 أبريل 2019  |
| 13      | عاطف طلال إبراهيم أبو سيف         |                               | حكومة محمد اشتية              | 13 أبريل 2019  | 31 مارس 2024   |
| 14      | عماد الدين حمدان                  |                               | حكومة محمد مصطفى              | 31 مارس 2024   | لا يزال        |

## أحداث
- في 8 ديسمبر 2022، استنكرت وزارة الثقافة اقتحام جيش الاحتلال الإسرائيلي مكتبها في محافظة جنين.[25]

## وصلات خارجية
- الموقع الرسمي لوزارة الثقافة الفلسطينية.